# Garrett Weber-Gale
Garrett Weber-Gale (* 6. August 1985 in Stevens Point, Wisconsin) ist ein ehemaliger US-amerikanischer Schwimmer auf den Freistilstrecken.

## Werdegang
Garrett Weber-Gale lebt in Austin und hat an der University of Texas, für dessen Schwimmteam er auch antrat studiert. Der Student der Unternehmenskommunikation wurde dort von Eddie Reese trainiert. 2004 gewann Weber-Gale seinen ersten nationalen Titel über 100 m Freistil, 2006 der National Collegiate Athletic Association. Er gehörte zu den US-Staffeln, die 2005 in Montreal und 2007 in Melbourne die Titel über 4 × 100 m Freistil gewannen. Er kam allerdings nur in den Vorläufen und nicht in den Finals zum Einsatz. Bei den US-Trials 2008 gewann er über 50 und 100 m Freistil und qualifizierte sich damit für die Freistilstaffel und die 100-m-Freistilstaffel der Olympischen Sommerspiele 2008 in Peking. Dort feierte der Schwimmer aus Milwaukee mit dem Gewinn der Goldmedaille in der Staffel in Weltrekordzeit (3:08,24 min) seinen größten Erfolg.

## Rekorde
| Weltrekord (1)                                   | Weltrekord (1) | Weltrekord (1)  | Weltrekord (1) |
| ------------------------------------------------ | -------------- | --------------- | -------------- |
| 4 × 100 m Freistil (mit Lezak, Jones und Phelps) | 03:08,24 min   | 11. August 2008 | Peking         |
| (Stand: 26. Januar 2023)                         |                |                 |                |